# Penistone
Penistone – miasto i civil parish w Anglii, w hrabstwie ceremonialnym South Yorkshire, w dystrykcie metropolitalnym Barnsley. Leży 19 km na północny zachód od miasta Sheffield i 246 km na północny zachód od Londynu. W 2011 roku civil parish liczyła 11 270 mieszkańców. Penistone jest wspomniana w Domesday Book (1086) jako Pangeston/Pengeston/Pengestone.
Ze względu na nazwę miasta mieszkańcy padli ofiarą tzw. problemu Scunthorpe.

## Współpraca
- Grindavík, Islandia